# Famille Bernard de Saint-Affrique
Pour les articles homonymes, voir Famille Bernard.
La famille Bernard de Saint-Affrique, anciennement Bernard, est une famille titrée sous le Premier Empire. Elle est originaire des Cévennes, dans le Gard, puis s'est établie en Gironde. Elle a adopté en 1819 le nom de la ville de Saint-Affrique, dans le Rouergue (Aveyron), dont son ascendant Louis Bernard avait été député sous la Révolution.

## Histoire
La filiation de la famille Bernard remonte à Moyse Bernard et Suzanne Tessier, vivant à la fin du XVIIe siècle et au début du XVIIIe siècle dans les Cévennes. Leur fils Jacques, né en 1709, était facturier de laine. Il épousa en 1729 à Générargues Marguerite Fesquet.
Louis Bernard, dit Bernard de Saint-Affrique (1745-1799), pasteur protestant, est élu en 1792 député de l'Aveyron à la Convention nationale puis au Conseil des Cinq-Cents. C'est à la Convention qu'on le surnomme Bernard de Saint-Affrique pour le distinguer de trois autres élus homonymes, en faisant référence à la commune de Saint-Affrique, où il exerce son ministère pastoral.
Son fils Pierre Louis Bernard occupe des fonctions dans l'intendance militaire sous le Premier Empire : il est intendant militaire de la garde du roi de Naples Joseph Bonaparte en 1806, inspecteur aux revues en 1815. Il est fait baron de l'Empire en 1807, et ce titre est confirmé sous la Restauration en 1819 et 1821. Il est autorisé le 24 février 1819 à « joindre régulièrement à son nom celui de « de Saint-Affrique » ». Il est chevalier de la Légion d'honneur et de Saint-Louis. Il est anobli le 27 octobre 1819 et titré baron de Saint-Affrique le 23 mars 1821 avec institution d'un majorat.

## Filiation
- Moyse Bernard[1]
  - Jacques Bernard (1709- ?) facturier en laine
    - Louis Bernard de Saint-Affrique (1745-1799), pasteur, député de l'Aveyron à la Convention nationale et au Conseil des Cinq-Cents
      - Louis Bernard de Saint-Affrique (1771-1854, intendant militaire de la garde du roi de Naples (1806), inspecteur des revues (1815)
        - Louis Alphonse Bernard de Saint-Affrique (1818-1889)
          - Henri Bernard de Saint-Affrique (1859-1933), propriétaire
          - Louis Bernard de Saint-Affrique (1861-1951), pasteur de l'Église réformée, dont postérité subsistante
          - Maurice Bernard de Saint-Affrique (1875-1943), officier de cavalerie, dont postérité subsistante

        - Édouard Bernard de Saint-Affrique (1822- ?)

## Personnalités
- Louis Bernard, dit Bernard de Saint-Affrique (1745-1799), pasteur protestant puis membre de la Convention nationale, député de l'Aveyron au Conseil des Cinq-Cents puis président de cette assemblée
- Lorrain Bernard de Saint-Affrique (1952), conseiller régional de Languedoc-Roussillon, secrétaire général des comités Jeanne
- Antoine Bernard de Saint-Affrique (1964), homme d'affaires

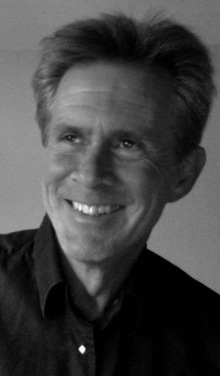
Lorrain Bernard de Saint-Affrique (1952)

## Armes et titre
- D'argent à un chevron de gueules accompagné en chef de deux couronnes d'olivier de sinople et en pointe d'un casque au naturel taré de fasce et montrant trois grilles ; au chef d'azur chargé de trois colombes d'or.[1]
- Baron (1821)[1]

## Alliances
Les principales alliances de la famille Bernard de Saint-Affrique sont : Tessier, Fesquet, Mathieu (née de Barrau de Muratel) (1770).